# Freya Madeline Stark

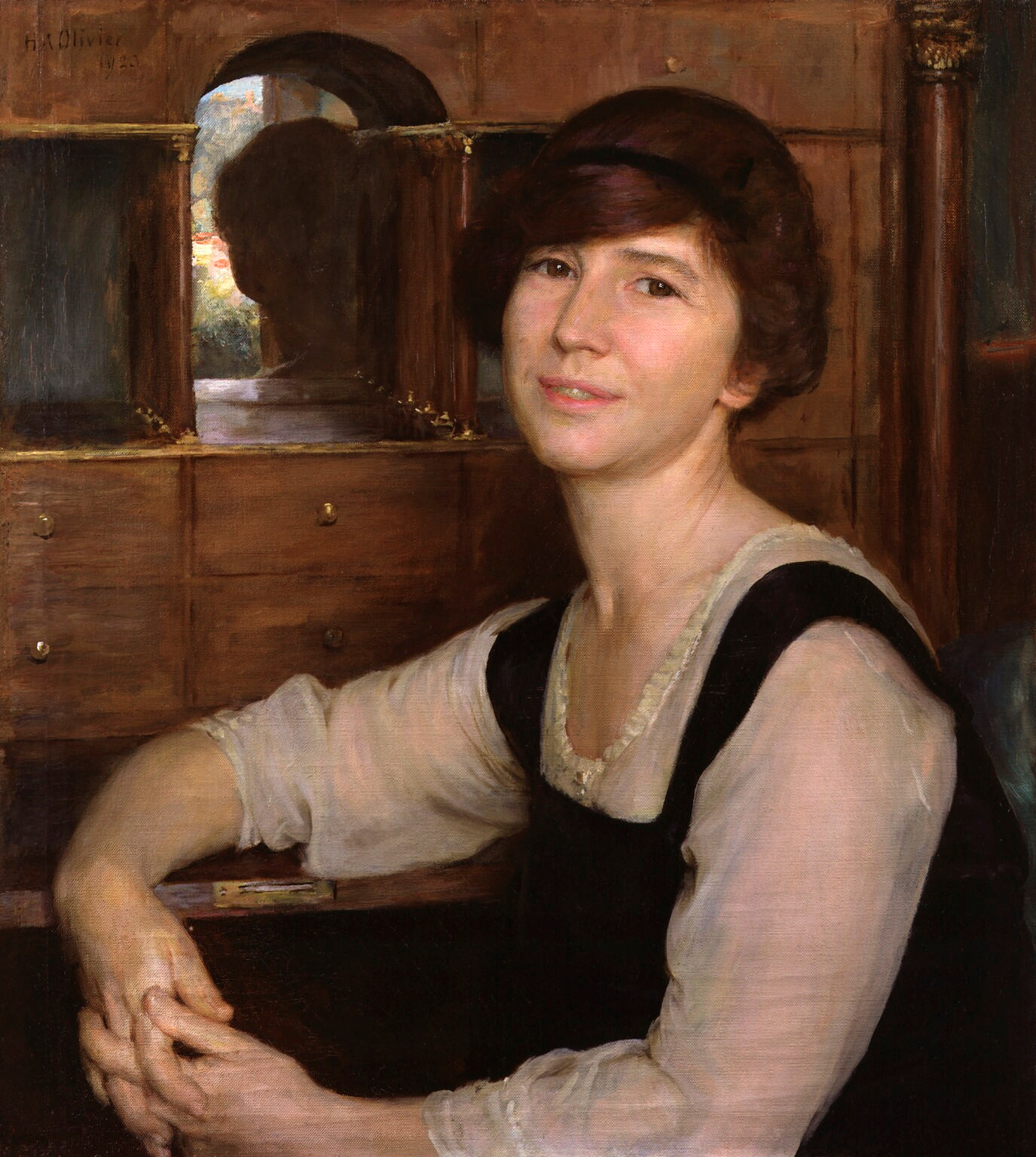
Freya Madeline Stark, 1923

Dame Freya Madeline Stark (* 31. Januar 1893 in Paris; † 9. Mai 1993 in Asolo, Italien) war eine englische Forschungsreisende und Reiseschriftstellerin.

## Leben
Freya Stark wurde in Paris geboren. Ihr Vater war Maler und kam aus Devon, England; ihre Mutter war Italienerin deutsch-polnischer Abstammung. Zu ihrem 9. Geburtstag bekam sie von einer Tante die Erzählungen Tausendundeine Nacht geschenkt. Die orientalische Welt faszinierte sie. Später lernte sie Arabisch und Persisch, studierte Geschichte in London und diente während des Ersten Weltkriegs als Krankenschwester in Italien.
Freya Stark bereiste zwischen 1927 und 1979 vorwiegend den Nahen Osten und verfasste mehrere Bücher über ihre Reisen. Ihre erste Reise führte sie 1927 für sieben Monate von London zunächst in den Libanon, von wo aus sie nach Damaskus weiterreiste und im früheren Haus des englischen Diplomaten und Schriftstellers James Elroy Flecker wohnte. Bemerkenswert ist vor allem ihre Reise in das unter Kriegsrecht stehende Gebiet der Drusen.
1929 kehrte sie nach Damaskus zurück und reiste von dort nach Bagdad, das sie 1931 erreichte. Sie schrieb kritisch über die dortigen Briten und besonders über die Ehefrauen britischer Kolonialbeamter, denen sie eine Neigung zu Grobheit und Ignoranz vorwarf. 1930 reiste sie nach Persien in die noch unerforschten Täler der Assassinen. Über diese Reise verfasste sie das Buch The Valley of the Assassins. Dieser Reisebericht begründete schlagartig ihren Ruf als Forschungsreisende (die 1949 erstmals erschienene deutsche Übersetzung hat den Titel Im Tal der Mörder, was keine genaue Übersetzung des Originaltitels ist).
Spätere Reisen führten sie u. a. nach Transjordanien, den Jemen (1934), Ägypten und zuletzt mit 86 Jahren in den Himalaya. Einige Zeit arbeitete sie für das britische Informationsministerium, eine Propagandaeinrichtung während des Zweiten Weltkrieges.
1972 wurde sie von Elisabeth II. als Dame Commander des Order of the British Empire geadelt und führte seither das Prädikat Dame.
Die letzten Jahre ihres langen Lebens (sie wurde hundert Jahre alt) verbrachte sie in Asolo, Italien.

## Werke (Auswahl)
- The Valleys Of the Assassins, and Other Persian Travels. Century Travellers, Arrow Books, London (1991). ISBN 0-09-973890-2
  - Im Tal der Mörder: Eine verbotene Reise in das geheimnisvolle Persien. Heyne Taschenbuch, Garching Hochbrück (1993). ISBN 3453065255
- Pässe, Schluchten und Ruinen: Die abenteuerliche Reise einer Frau auf den Spuren Alexander des Großen in Kleinasien. Weitbrecht, Stuttgart; Wien (1993). ISBN 3522714105. Titel der englischen Originalausgabe Alexander's Path; Übers. von Hermann Stiehl.
- The Southern Gates of Arabia. Century Hutchinson, London (1986). ISBN 0712600531.
  - Die Südtore Arabiens: abenteuerliche Reise einer Europäerin auf den Spuren der Weihrauchstrasse. Übers. von Hans Reisiger, neu bearb. von Nicola Volland. Stuttgart: Weitbrecht (1992). ISBN 3522609107.
- A Winter in Arabia. Overlook Press, Woodstock (1987). ISBN 0879512784.
- Rivers of Time (Bildband). William Blackwood & Son Ltd., Edinburgh (1982). ISBN 0851581471.
- Malise Ruthven (Hrsg.): Freya Stark in the Levant: Lebanon, Syria, Jordan, Palestine. Reading : Garnet Publishing, 1994  ISBN 1-85964-003-6
- Malise Ruthven (Hrsg.): Freya Stark in Iraq and Kuwait. Reading : Garnet Publishing, 1994  ISBN 1-85964-004-4
- Malise Ruthven (Hrsg.): Freya Stark in Persia. Reading : Garnet Publishing, 1994  ISBN 1-85964-011-7